# Anne Marivin
Anne Marivin, nacida el 23 de enero de 1974 en Senlis (Oise, Francia), es una actriz francesa.

## Carrera
Anne ha participado en más de cincuenta películas y producciones de televisión desde 1994.
Debutó en televisión en 1993 y en el cine en 2002, donde participó en varias películas de éxito como ser Ah ! si j'étais riche, Mon Idole, Chouchou, Podium… Pero a nivel personal logró ser reconocida por el público en el año 2008 y en el rol de Annabelle Deconninck, en el film de Dany Boon titulado Bienvenidos al norte.

## Vida privada
Es la compañera de Joaquín Roncin, con quien el 28 de abril de 2009 tuvo un niño llamado Leonardo.

## Filmografía

### Cine
- 2002 : Ah ! si j'étais riche de Michel Munz, Gérard Bitton : la empleada doméstica (la serveuse).
- 2002 : Mon idole de Guillaume Canet : la asistente (l'assistante).
- 2002 : Chouchou de Merzak Allouache : la vendedora de supermercado (la vendeuse de supermarché).
- 2003 : En voiture avec le Roi des papas : Météo et la maman qui va à droite.
- 2003 : Narco de Tristan Aurouet y Gilles Lellouche : la mujer de los objetos (la femme aux objets).

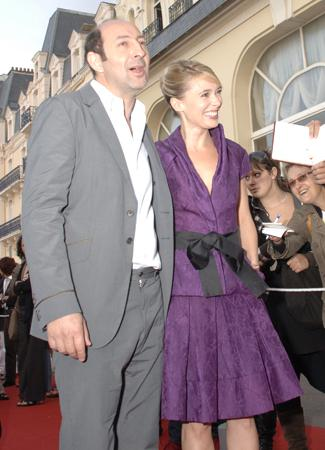
Anne Marivin con Kad Merad.

- 2004 : Podium de Yann Moix : Anne la Clodette.
- 2005 : Un ticket pour l'espace de Éric Lartigau : la mujer astronauta (la spationaute femme).
- 2006 : Prête-moi ta main de Éric Lartigau : la vendedora que era un hada malvada (la vendeuse Carabosse).
- 2006 : Ne le dis à personne de Guillaume Canet : la secretaria de Alex (la secrétaire d'Alex).
- 2007 : Truands de Frédéric Schoendoerffer : Laura (Laure).
- 2007 : Pur Week-end de Olivier Doran : Sara (Sarah).
- 2008 : Sans arme, ni haine, ni violence de Jean-Paul Rouve : la mujer policía (la femme flic).
- 2008 : Bienvenidos al norte de Dany Boon : Annabelle Deconninck.
- 2009 : Envoyés très spéciaux de Frédéric Auburtin : Claire Monier.
- 2009 : Incognito d'Éric Lavaine : Marion
- 2009 : Demain dès l'aube... de Denis Dercourt : Jeanne.
- 2009 : Je vais te manquer de Amanda Sthers : Lila.
- 2009 : Le Coach, de Olivier Doran : Vanessa Letissier .
- 2009 : Cinéman, de Yann Moix : Sidonie.
- 2010 : Le Siffleur, de Philippe Lefebvre : la telefonista en lo de Zapetti (la standardiste chez Zapetti).
- 2010 : Les Petits Mouchoirs de Guillaume Canet : Juliette.
- 2010 : Il reste du jambon ? de Anne de Petrini : Justine Lacroix.
- 2011 : Tu seras mon fils de Gilles Legrand : Alicia, la mujer de Martín (Alice, la femme de Martin).
- 2012 : Il était une fois, une fois de Christian Merret-Palmair : Jessica / Cécile Morin.
- 2013 : Crawl de Hervé Lasgouttes : Corinne.
- 2014 : Aux yeux des vivants de Alexandre Bustillo, Julien Maury : Julia.
- 2014 : SMS de Gabriel Julien-Laferrière : Nathalie.
- 2014 : Etre ou ne pas être de Laëtitia Masson : la chica del casting (Fille casting).
- 2015 : Le talent de mes amis de Alex Lutz : Carole.

### Televisión
- 1993 : Seconde B (1 episodio).
- 1998 : La Kiné (1 episodio).
- 1999 : Ouriga (telefilm).
- 1999 : Blague à part.
- 2000 : Tel père, telle flic (telefilm).
- 2001 : Avocats et Associés (1 episodio).
- 2001 : De toute urgence (telefilm).
- 2001 : Père et maire, "Le Choix d'Agathe" : Agathe Villard.
- 2002 : Si j'étais lui (telefilm).
- 2004 : Sauveur Giordano (episodio Disparition).
- 2004 : Navarro (1 episodio).
- 2005 : Friday Wear (voz de Lucy).
- 2007 : Fargas (1 episodio).
- 2007 : Alice et Charlie (2 episodios).
- 2008 : Palizzi (1 episodio).
- 2008 : WorkinGirls.
- 2013 : Le Débarquement, emisión de sketchs difundida por Canal+.
- 2014 : Ce soir je vais tuer l'assassin de mon fils de Pierre Aknine : Sylvie Harfouche.
- 2015 : L'Héritière de Alain Tasma : Ana Keller
- 2015 : Tu es mon fils de Didier Le Pêcheur : Claire.